# Urocyon progressus
Urocyon progressus — вид тварин родини псових. Викопні рештки знайдені в Бланканському північноамериканському ярусі. Убогий матеріал дозволяє припустити, що він був трохи більший, ніж сучасні сірі лисиці й, що череп був дещо вужчим. Вид імовірно був предком Urocyon cinereoargenteus і, можливо, був, як цей вид, жителем чагарників, рідколісся, та лісу.